# CRぱちんこ冬のソナタ

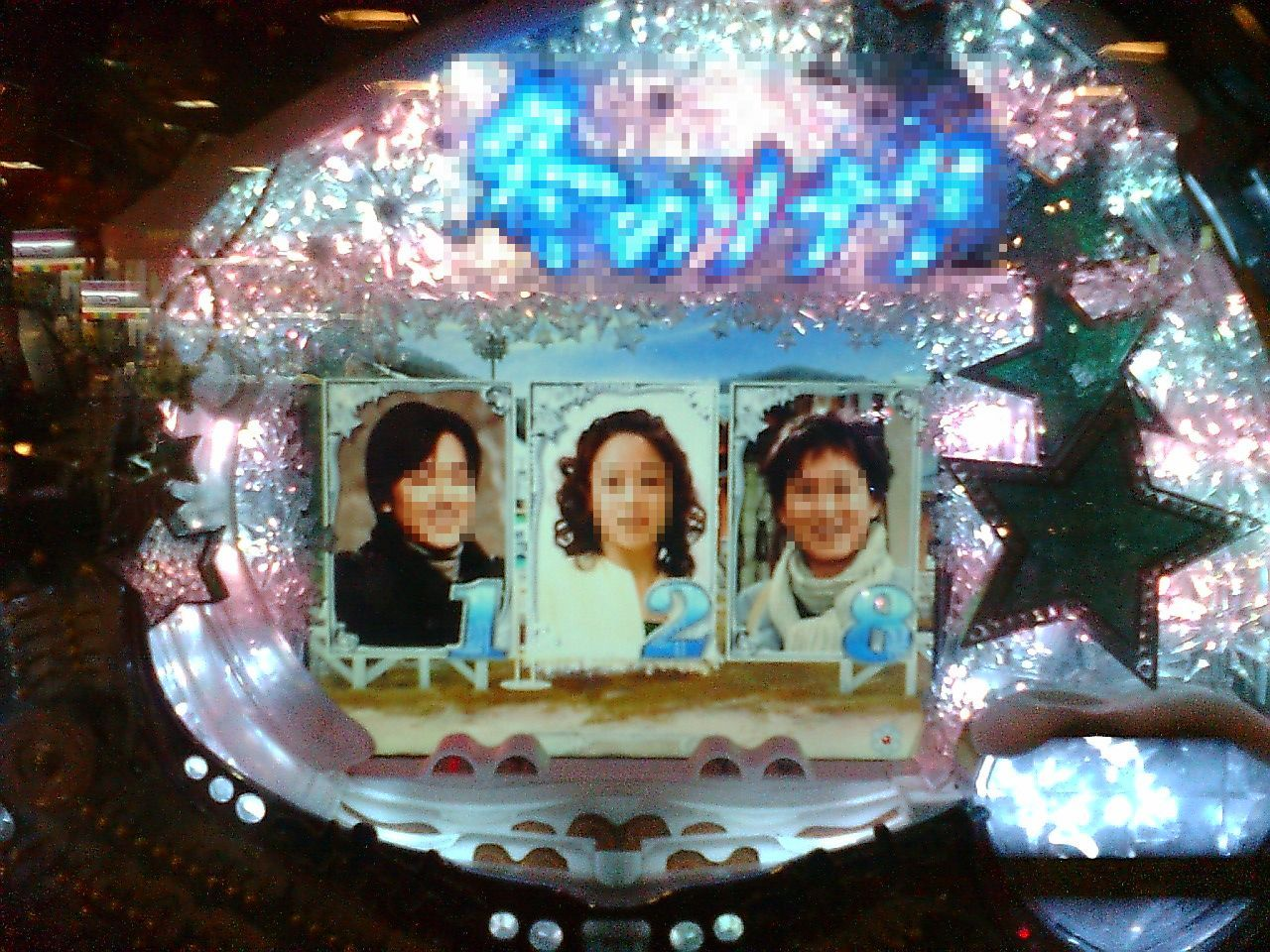
CRぱちんこ冬のソナタのデジタル（液晶画面）と役物（ゲームセンターにて撮影したもの）

CRぱちんこ冬のソナタ（シーアールぱちんこふゆのソナタ）は、2006年に京楽産業.から発売されたデジパチタイプのパチンコ（CR機）。CR機では定番となっている確率変動（確変）のほかに、突然確変（突確）と時間短縮（時短）を搭載している。保安通信協会に登録された型式名はCRぱちんこ冬のソナタM62TF2。キャンペーンサイトのURLがpfs.jpより、略称としてPFSと呼ばれることもある。

## 概要
本機は、韓国ドラマ「冬のソナタ」（日本ではNHKで放送）をモチーフにしたタイアップ機である。
本機はヒロインのユジン（チェ・ジウ）の視点で作られており、ミニョン（ペ・ヨンジュン）と出会うことが出来れば大当たりとなる。大当たりの瞬間、Ryuの「My Memory」のサビの部分「영원히」（ヨンウォニ、韓国語で「永遠に」の意味）という音声が流れる。なお、大当たり中のBGMは（基本的に）「冬のソナタ」の主題歌である「最初から今まで」が流れる。多彩な予告アクションやリーチアクションを搭載している。この項で紹介した以外にもアクションがあり、中には大当たり期待度100%のプレミアムアクションもある。

### スペック
CRぱちんこ冬のソナタM62TF2
- 賞球数 3&4&13&14
- 大当たり確率 1/317→1/31.7
- 確変割合 62%（内訳:15R確変44%・2R確変18%）
- 時短突入条件 すべての大当たり終了後100回転
- 平均出玉 約1700個

### 図柄
確変図柄
- 3：ユジン（学生時代）
- 7：チュンサン（ミニョンの学生時代）
- 冬：サンヒョク（社会人）
- ソ：ユジン（社会人）
- ナ：ミニョン
- タ：チェリン（社会人）

通常図柄
- 1：サンヒョク（学生時代）
- 2：チンスク
- 4：ヨングク
- 5：チェリン（学生時代）
- 6：キム次長
- 8：チョンア

## 予告アクション
小キャラ予告
画面上に犬や鳥が出現する。大当たりの期待度は低いが、大型のものが登場すればプレミアで大当たりが確定する。
他に船、屋台、4WD車、自転車が出現することがある。基本的にはスベりになるが、スベらずにリーチなるとミニョン群確定である。ごく稀に金色バージョンが出現するが、ミニョン群確定程度でプレミアムではない。
ステップアップ予告
次の4つの順番にステップアップしていく。後の予告まで到達するにしたがって大当たりの期待度が高くなる。また3.以上ではリーチが確定する。この予告の各キャラクターは実写ではなくアニメ調である。
1. 画面上にバスが現れ、バス停の前に停止し、走り去っていく。赤いバスが登場すれば大当たりの期待度が高くなる。
2. バスからユジンが降りてくるが、一緒に降りたサンヒョク（パク・ヨンハ）に画面外に連れて行かれる。稀にサンヒョクではなくチェリン（パク・ソルミ）が出てくることもあるが、大当たりの期待度が向上する程度でプレミアではない。このときユジンのマフラーの色が赤なら大当たりの期待度がやや高くなり、ゼブラ模様なら大当たりの期待度が非常に高くなる。
3. ユジンが、画面外にいるミニョンを発見し、大きな「！」を出す。
4. ユジンと画面内に現れたミニョンが向かい合い、二人がたくさんのハートマークに包まれる。

ステップ2時、ユジンが降りてくることがなく、そのまま背景を連れて行く「背景移動＝スーパー確定」があるが出現率の割りに期待度は低く単なる演出と考えてもよいこともまれに起こる。
ステップ3時、このとき、初雪を見上げるミニョン実写のカットインが起きればプレミアとなる。
ハングル予告
画面がブラックアウトしハングルが出現する。枠についているチャンスボタンを押すと韓国語の発音が流れ、画面上にハングルの日本語訳が出現する。ハングルの文字の色は白と赤があり、赤のほうが大当たりの期待度が高い。
プレミアが多く含まれており、「冬のソナタ」「カン・ジュンサン」「京楽」「的中」などがある。
白ハングル文字にも赤ハングル文字にもプレミアはあり赤なら確変確定であり、白なら大当たり確定となる。
ウィンドウ会話予告
画面下部にキャラクターの顔と台詞が出現する。まず左のキャラクターが現れて発言し、チャンスボタンを押すと右のキャラクターが現れて発言する。右のキャラクターが何か台詞を発すればリーチ確定。ただ右のキャラクターは発言せず「…」となることが多いものの、「…」でリーチがかかれば大当たりの期待度は非常に高い。
ハングル予告同様にプレミアが多く隠されている。通常時の左ミニョン（ミニョン＝現在のチュンサン）、すべての状態のチュンサン出現。ユジンとミニョンの強力な恋愛会話成立などがこれにあたる。確変確定ではないものもある。
会話不成立リーチは鉄板でチャンス目になることもある。チャンス目の場合は不成立より成立時のほうが鉄板となる。
ミニョン群予告
画面上を右から左に、小さくデフォルメされたミニョンの大群が出現し、画面を埋める。大当たりの期待度はかなり高い。
小キャラ予告にすべりなし、金キャラ予告にすべりありで出現率が大幅に変わる。確変時に出現で確変継続確定となる。
この機種は複合予告機なので、群予告のみの期待度はさほど高くはなく、群予告を持つパチンコ機すべての中でも率の低い部類にあたる。
全画面カットイン予告
画面上に「冬のソナタ」の各話のタイトルがカットインし、ドラマの名シーンが再生される。この予告は実写である。また予告と違うリーチに発展した場合は大当たり確定となる。
すべり予告
右図柄がいったん停止した後、再始動してリーチとなる図柄で停止する。ただしすべり予告が発生してもリーチ図柄で停止するとは限らず、必ずリーチとなるわけではない。
変動開始後、木枯らし発生（確定）、もしくは小キャラ出現ですべりが起こる。小キャラ出現時にすべりなしでミニョン群濃厚となる。
ミニョンすべり予告
右図柄がいったん停止した後、再始動すると同時に、ミニョンが出現する。リーチとなる図柄で停止する。大当たりの期待度は高い。
雪降り予告
画面上に雪が降ると同時に周囲に聞こえるほどの大音響を発し、上部役物の雪の結晶と星が回転する。2回転、3回転と連続することもあり、連続すればするほど大当たりの期待度が高い。雪降り予告の後、降雪モードに突入することもある。
「擬似連の法則」に則り当たり、はずれの判別もできる。ただし、当たりもはずれも95%くらいとなっており、はずれ出目でも当たることもある。
現在、冬のソナタをはじめ京楽の機種（京楽の機種にも擬似連のガセがある機種もある）にならい、他社メーカーも擬似連を多く取り入れてはいるが「擬似連のガセ」が多く存在する。擬似連がリーチもしくは特定のモード移行するなどの「ガセ」が行われない機種はそう多くはない。
アルバム予告
リーチ成立後、アルバムが出現すればアニメ系、実写系のスーパーリーチへ発展する。アルバムの色は青、赤、白があり、赤なら信頼度アップで、白なら実写系リーチが確定（丸太リーチ経由の場合は例外）し、大当たりの信頼度は大幅にアップする。また、緑アルバムが出現した場合はプレミアムで、初恋ムービーが流れ確変大当たり確定となる。
アルバムの種類には、相性があり、青アルバムは湖リーチ、赤アルバムは空港リーチ、白アルバムは、パズルリーチ、初雪リーチと絡むと、大当たり期待度が高くなる。しかし、白アルバムと、空港リーチの複合は相性が悪く、信頼度が下がってしまう。

## リーチ
夜空リーチ
ノーマルリーチでハズレ後、画面左からユジンが歩いてくれば、夜空リーチに発展する。リーチのライン数（シングル<ダブル<トリプル）で大当たりの信頼度が変化する。ユジンが画面左から歩いてくる時か、夜空リーチハズレ後、背景が地上に戻った際にユジンが登場し、クラクション音が鳴れば入院モード（2R確変）に突入する。また、ユジンが歩いてくる際のマフラーが赤なら信頼度アップとなり、ゼブラ柄なら2Rを含む大当たりが確定する。
また、「ナ」図柄でリーチ後、トリプルラインでリーチ図柄が「冬・ソ・ナ」に変化すれば大当たり確定となり、「4・5・6」なら激熱
背景が夜空に変わった際に、リーチラインが出ずにメガポラリスが回転すれば、初雪リーチスペシャルバージョンに発展する。
赤のハングル予告から夜空リーチでシングルかダブルなら、2Rを含む大当たりが確定する。

### アニメ系リーチ
以下のアニメ系リーチは、リーチ成立後、アルバム予告から発展する。
アルバム予告から発展する際に、メガポラリスギミックが回転すれば大当たり確定となる（通称「アニポラ」とよばれる）。
カメラリーチ
スキー場でユジンが一眼レフカメラを構え、ファインダー内にミニョンを捕らえる。レンズを望遠レンズに交換し、シャッターを押したときにミニョンを映すことが出来れば大当たり。望遠レンズには黒と白があり、白のほうが大当たり期待度が高い。カメラのレンズがアザラシならば大当たり確定。はずれた後に、キム次長の頭に雪が落下すれば初雪リーチへ発展する。
　ユジンが撮影した時、3枚とも、7かナだった場合、チャンスアップ。キャラと同じ図柄「冬→タ→8」の順番で撮影した場合、信頼度が高いように思われるが、実写系に発展しても当たらないことが多い。激アツな予告の場合は「カメラマジック」と呼ばれる。
ホテルリーチ
ホテルにユジンが現れ、客室のドアを次々に開けていく。一番端のドアを開けたときにミニョンが出てくれば大当たり。一番端のマフラーの色によって期待度が異なり、青<黄<赤の順に期待度が上がる。また、2枚目の扉から3枚目の扉にユジンが走るときに、壁にユジンとチュンサンの写真が飾ってあれば大当たり確定となる。はずれた後に、ユジンの頭にメガネが落ちてくれば、初雪リーチに発展する。京楽のロゴが落ちてきた場合は大当たり確定となる。
丸太リーチ
雪の降る並木道にユジンが現れ、遠くにいるミニョンを発見するが、間にチェリンが邪魔に入る。チェリンがハンマーで丸太を次々に打って飛ばし、ユジンは丸太の上を次々にジャンプしていく。最後までジャンプしてミニョンに会えれば大当たり。ハンマーの色（材質）によって期待度が異なり、木<鉄<金の順に期待度が上がる。ハンマーに「当」の文字が刻印してあれば大当たり確定となる。はずれた後雪だるまがキスをすれば、初雪リーチへ発展する。丸太リーチに限り、大当たり期待度が高い予告でも実写系リーチに発展しないことが多い。SUでゼブラマフラーなどが出現しても、丸太リーチに行ってしまうと信頼度が帳消しになってしまう、通称丸太マジックである。

### 実写系リーチ
以下の各実写系に、アルバム予告からアニメ系リーチをはさまずに発展する時、ポラリスギミックが回転しミニョンがカットインすれば激アツ（実写スペシャルバージョンへ発展）であるが、その際にミニョンではなくチュンサンがカットインすれば確変大当たり確定となる。また、ポラリスが虹色に光ると、こちらも確変大当たり確定となる。ミニョンカットイン時の台詞が「愛してる」ならば大当たり確定となる（こちらはあくまで当確であり、確変確定ではない）。
また、これらのリーチで外れた場合、画面が暗転しポラリスが割れる演出が出現するが、ミニョンが「ユジン…」と呼びかけてポラリスギミックが回転して再始動大当たりすることもある。
パズルリーチ
第4話「忘れえぬ恋」の再現。事務所内でユジンがジグソーパズルのピースが落ちているのを発見する。そのピースがジグソーパズルの穴に見事にはまれば大当たり。
湖畔リーチ
第12話「10年前の真実」の再現。ユジンが湖畔の並木道の中を歩いている。ユジンは高校時代のチュンサン（ペ・ヨンジュンの一人二役）との思い出を回想する。そこにミニョンが現れれば大当たり。
空港リーチ
第14話「二度目の事故」の再現。空港にユジンが現れ、アメリカに旅立とうとするミニョンを探し回る。ミニョンを発見することが出来れば大当たり。なお、途中のシーンでハングルで書かれた行先表示板が出現するが、画面がスクロールした一番上にある行先は成田空港であり、その下は関西空港である。
初雪リーチ
第3話「運命の人」の再現。夜の街角にユジンが現れ、通りすがりの人の会話で初雪に気づく。ユジンが街中を走り回り、ミニョンを発見することが出来れば大当たり。実写系リーチに共通する特徴として、大当たりの瞬間にハートマークが出現し、その中にミニョンの顔のアップが現れる。通常時リーチの中で最も期待度が高く、確変昇格期待度も高い。

## チャンスアクション
冬ソナチャンス
通常モード、または入院モード中に特定のチャンス目で停止し、中絵柄が回転してリーチがかかると冬ソナチャンス。リーチ図柄は、必ず確変図柄となる。SPリーチの絵柄が3つ出現し、ルーレットが回転してチャンスボタンでルーレットを止める。通常の選択肢は、「初雪の日に…（初雪リーチ）」・「空港にて…（空港リーチ）」・「湖畔にて…（湖畔リーチ）」の3つで、初雪リーチでルーレットが止まれば大当たり期待度は高い。
選択肢に「微笑みの貴公子」が出現した場合はチャンスアップとなり、「微笑みの貴公子」で止まれば確変大当たり確定となる。また、「初恋」「微笑みの貴公子」が2つ出現した場合は、どれを選んでも確変大当たり確定となる。
上段の選択肢を狙って目押しすることも可能だが、ハズレ抽選の際は目押ししても滑って右下の期待度の低いリーチで止まることが多く、それで大当たりの期待度を予測することもできる。通常時は冬ソナチャンスの音声はチュンサンであるが、入院モードではユジンに変化する。
デートチャンス
恋愛モード中に、冬ソナチャンスと同様、チャンス目で停止し中絵柄が回転してリーチがかかるとデートチャンスとなる。冬ソナチャンス同様、リーチ図柄は確変図柄に変化する。こちらは冬ソナチャンスとは違い、チャンスボタンで好きなデートの場所を選ぶことができる。通常の選択肢は、「並木道」・「海岸」・「教会」であるが、3つの選択肢に「写真屋」・「商店街」・「ホテル」・「学校」が一つでも出現すれば、どれを選んでも確変大当たり確定となる。
デートチャンスで大当たりした場合は、ファイナルチャンスは発生しない。

## 全回転リーチ
当機の全回転リーチには以下の5つが存在する。（）の名称は冬ソナチャンスで選択肢出現時の名称、【】はデートチャンスで選択肢出現時の名称である。
- チュンサン名場面（初恋）【学校】
- 愛の記憶【写真屋】
- ミニョン微笑（微笑みの貴公子）
- 涙のユジン【ホテル】
- 思い出し【商店街】

### ムービーチャンス
通常変動中、「冬・ソ・ナ」もしくは「ソ・ナ・タ」のチャンス目で停止し、鼓動音演出後に中絵柄が飛び出すと、プレミアムービーが流れ確変大当たり確定（全回転リーチ）となる。「冬・ソ・ナ」で停止した場合は「涙のユジン」ムービー、「ソ・ナ・タ」で停止した場合は「思い出し」ムービーが流れる。
ステップアップ予告や会話予告などと絡むとチャンスアップとなり、会話成立からのムービーチャンスは大当たり確定。
また、「ナ・7・7」もしくは「7・7・ナ」（絵柄がミニョンとチュンサン）で停止すると、3つの絵柄内のミニョンが一斉に振り返り、「微笑みの貴公子」ムービーが流れ、こちらも確変大当たり確定となる。

### その他の全回転リーチ
当機の全回転プレミアムービーは、他に「愛の記憶」「初恋」が存在する。「愛の記憶」は、恋愛モード中にリーチから発展、もしくはデートチャンス時に「写真屋」が出現し、それを選ぶことで見ることができる。
「初恋」ムービーは全回転リーチの中で最も出現度が低い。発生契機は、「緑アルバム出現」・「冬ソナチャンスでルーレットに「初恋」が出現→ルーレットを初恋で止める」・「デートチャンス時に、選択肢に「学校」が出現」の3つとなる。
また、上記の「涙のユジン」・「思い出し」ムービーは、デートチャンス時に「ホテル」・「商店街」出現時に選択することで見ることもでき、「微笑みの貴公子」ムービーは冬ソナチャンスでも見ることができる。

## 恋愛モード（確変）
確変中は画面が「恋愛モード」に切り替わる。背景が夕焼けの並木道になり、BGMが「My Memory」になる。図柄が通常時の写真入りから数字（または文字）のみになる。画面下部には「恋愛中」の文字が出現する。
このモードでは、会話予告でユジンとチュンサンの会話が成立・リーチ後のカットイン、赤文字のハングル予告が発生すれば、当たれば確変となる。
また、ミニョン群、または白アルバムが発生すればその時点で確変大当たりが確定する。

## 入院モード（突然確変）
「冬のソナタ」の名シーンである、ミニョンがユジンをかばってトラックに轢かれ、入院するシーンが発生すると突確に突入する。画面が病院内に切り替わり、ユジンがミニョンを看病する。心電図小反応はリーチ確定となり、反応が大きければ「当たれば確変」となる。心電図の反応がなくなればプレミアムで、確変大当たり確定となる。また、リーチ直後にお祈りするユジンがカットインしても「当たれば確変」となり、ミニョンの両親のいずれかがカットインすれば、その時点で確変大当たり確定となる。
確変で当たれば、ファイナルチャンス時にミニョンが目を覚ます。

## ファイナルチャンス
3つの図柄がそろった後、図柄がそろった状態でスクロールする。昇格は図柄戻り（8に止まりかけて7に戻る）・図柄スルー（5で大当たりして5をスルーして7で止まる）・一度図柄が止まった後にメガポラリス発動の3パターンがある。ファイナルチャンス演出中に全画面カットインが発生すれば確変昇格が確定する。
なおこの機種では、大当たりラウンド後昇格は存在しない。

## 大当たり中の演出
大当たり中は「冬のソナタ」の各話のあらすじが表示される。通常時からの最初の大当たりが第1話で、確変大当たりが続くごとに第2話、第3話と進んでいく。タイトルについては冬のソナタを参照。全20回なので最後まで見るには20連チャン以上する必要がある。5連チャン以上で通常絵柄で大当たり（確変終了）すると「決別」のシーンが流れる。
ストーリー継続方法は、正規ルート＝21連チャン（時短中の当たり引き戻し可）、継続終了後の緊急入院（突然確変）、裏ルート＝裏ボタン使用。裏ボタンはチャンスボタンを使用し、所定の場面でボタンを決まった回数押すことで次回大当たり時に続きを見ることができる。こちらはメーカーHPでも紹介されている。ただし、裏ボタン使用にての継続は、20話までしか見ることができず21話は見ることができないようになっている。